# Oysterhead
Az Oysterhead egy brit/amerikai rock supergroup. Eredetileg 2000-től 2001-ig működtek.
A zenekart a The Police, Phish és Primus zenekarok tagjai alkotják.
Tagok: Stewart Copeland, Les Claypool és Trey Anastasio.
Az alternatív rock és "neo-psychedelia" műfajokban játszanak. Egy éves fennállásuk alatt egy nagylemezt jelentettek meg. 2001-ben feloszlottak és a tagok visszatértek az eredeti együtteseikbe.
2006-ban azonban újból összeálltak egy koncert erejéig. 2019-ben újból összeálltak, 2020-ben pedig fellépnek a Sweetwater 420 Fest-en, a Bonnaroo Festivalon és több amerikai államban.

## Diszkográfia

### Stúdióalbumok
- The Grand Pecking Order (2001)